# Scarlett (ゲーム)
『Scarlett』（スカーレット）は、ねこねこソフトによるアダルトゲーム。初回版は2006年5月26日、通常版は同年7月21日発売。
2008年10月30日に角川書店よりPS2用ソフト『Scarlett 〜日常の境界線〜』として移植・発売された。
キャッチコピーは「日常の中にある非日常、その境界線を越えた時－。」

## 概要
ねこねこソフトの第10作。本作を最後にして、ねこねこソフトはその活動を停止することをあらかじめ宣言していた。そのため従来の、『White 〜セツナサのカケラ〜』『みずいろ』『ラムネ』などに見られる「普通の町を舞台にした普通の物語」とは一線を画した作品になっている。
作品のテーマは「日常と非日常」。ねこねこソフトがそれまでこだわってきた「日常」について、結論を出している。曰く、「剣や魔法やロボットが出る訳でもなく、かといって、普通の街を舞台にした普通の物語りでもない。渋めのエンタメを目指して」。
物語の舞台は現代社会。所謂諜報員やスパイなどともと呼ばれ、自身が属する国が国際的に有利になるように、裏社会で暗躍する職業を焦点に当てている。しかし、007シリーズなどにも見られる銃と暴力が物をいうような展開はほとんどなく、むしろ「殺してしまったほうが放っておくよりもはるかに厄介」とされる「高級諜報家」と呼ばれる一族を設定し、彼らを動かすことによる謀略策略をメインにしている。
なお、同社にしては珍しく男性キャラクターにも音声が付いている。初回版では付いていないが、ねこねこソフトホームページにアップされている修正パッチを当てることで、男性ボイスを追加することが可能である。
また、このゲームのOPテーマ「Escarlata」はスカーレットを意味するスペイン語である。歌詞も日本語や英語のパートは全くなく、全てスペイン語で歌われている。
「美少女ゲームアワード2006」BGM賞受賞作品である。

## キャラクター
※声はPC/PS2版の順。
大野 明人（おおの あきと）
声 - ？ / 私市淳
主人公その1。普通の高校生の17歳。日常に退屈し、非日常世界に憧れを持つ少年。高校を休学し、日本全国を旅するも彼が望むような非日常的な出来事は何もなく、旅の最終地点として沖縄を訪れ、そこでしずかと出会う。そして一夏の思い出チックに非日常の一端を垣間見るもそのまま普通の人生を過ごす……はずが、復学した高校でしずかと偶然再会し、彼女を通して九郎に出会う。そしてついには自分も非日常の世界に飛び込んでいく。
別当・和泉九郎・スカーレット（べっとう・いずみ くろう・Scarlett）
声 - ？ / 稲田徹
主人公その2。諜報一家である別当家とスカーレット家の間に生まれ、世界に数少ない高級諜報家の29歳。金髪碧眼に無精ヒゲ。私服はいつもアロハである。高級情報家の立場を利用しまくり、今も昔もわりとやりたい放題（『有名大学を受験もなしに入学し、学びたいことだけ学んで退学』を繰り返したり）だが、基本的にはクールで面倒見のいい兄貴分である。しかしながら、何事もない平穏な日常にひそかに憧れており、その感情も手伝って、明人やしずかを何かと気にかける。
別当・和泉しずか・スカーレット（べっとう・いずみ しずか・Scarlett）
声 - 籐野らん / 後藤邑子
ヒロイン。九郎の妹で、金髪碧眼。しかし胸の成長が止まっているのが悩みのタネ。微ツンデレの17歳。特技は乗り物全般の操縦、趣味はガンプラ。ジオン公国好きで、連邦嫌い。九郎には甘えた声を出しつつも、明人には何かと厳しい。それというのも、普通の日常というものに、彼女が一番こだわっているからに他ならない。その辺りの彼女の出生には、何か大きな理由がある。
葉山 美月（はやま みつき）
声 - まきいづみ / やなせなつみ
ヒロイン。九郎とは随分長い付き合いの29歳。もとは華族のお嬢様だが、大学時代やりたい放題の九郎と出会い、興味を持ってしまった事から、人生が180度変わってしまう。現在の所属は自衛隊。結婚したい年頃だが、九郎がはっきり答えを出さないため、後には退けない模様。酒癖が悪い。
アメリア・ウィークス (Amelia Weeksite)
声 - 夏野こおり / 田口宏子
ヒロイン。別当和泉八郎の庇護下で、スイスで純粋培養された15歳。微ポンコツ。極度の世間知らず。本人は知らないが、高名な学者の一人娘であり、数学、物理、コンピューター関連には、非常に高い能力を見せる。ある事件で九郎が保護し、それ以来九郎に懐き、事件が終わっても九郎チームのコンピューター関連担当に居座る。
別当・和泉八郎・スカーレット（べっとう・いずみ はちろう・Scarlett）
声 - ？ / 若本規夫
九郎の父親。現在の所属はEUの特別顧問。下手な国の最高権力者を凌ぐ強権を持っていたり、個人で衛星を所有したりしている。
レオン・ハイルマン (Leon Heilmann)
主人公その3。明人や九郎には直接はかかわらないが、あるヒロインの出生に大きく関わる人物。ドイツの東西が分断されていた時代、東ドイツの町医者の一人息子として生まれた。少年時に出会ったエレナと出逢ったことで、自らも医者を志す。医師としての自信が芽生え始めた頃、エレナと再会し、同時にイリカと出会う。しかしエレナの生命を救えなかったことで医師を辞め、今度はイリカの治療のために研究職につき、新たな治療法を探す毎日を送っていた。
エレナ・フランク (Eleanor Flank)
声 - なし / 鳴海エリカ
ある日、レオンの父が連れて帰ってきた来た少女。明るく淑やかで母性に富むので、母を早くに亡くしひねくれ気味だったレオンに大きな影響を与えた。が、元来抱えていた難病の治療のため、程なくしてレオンと別れてしまう。その時、レオンは医者になると決意する。十数年後、彼女はイリカと共に、医者となったレオンと再会する。しかしレオンの努力もむなしく彼女は病死し、後には一人娘のイリカが残された。
イリカ・ハイルマン (Irika Heilmann)
声 - 楠鈴音 / 鳴海エリカ
エレナの一人娘。エレナの死後、レオンに引き取られる。母エレナの生き写しで、母性が非常に強い。同時に、母親の病も受け継いでしまっている。先天性の病身とはいえ、元気で人並みに好奇心もあるため、あまり外に出られないのが悩みのタネ。決まった曜日の通院日が楽しみで、ある日若かりし日の別当和泉八郎と出会う。
ニネット・ミビア
声 - 青山ゆかり / 友永朱音
ミビア大統領の娘。前々回の大統領選挙での候補者射殺事件に九郎が関わっていると知り、彼を憎んでいた。
だが、今回の選挙に再びミビアを訪れた九郎と接触し、彼の真意を知ることになる。
三条 百合子（さんじょう ゆりこ）
声 - なし / 水橋かおり
名家の娘であり、美月の姪にあたる。
PS2版新ヒロイン。一見するとおしとやかだが、実はかなりのおてんば。気に入らないことがあると、どこからともなく刀を取り出して振り回す。

## スタッフ
- 原画: 秋乃武彦・あんころもち
- シナリオ: 片岡とも（1、2、4章）・木緒なち（3章）・秋津環・海富一・大月佑祐

## 主題歌
PC版オープニングテーマ「Escarlata」
作詞：片岡とも、作・編曲：藤間仁 (Elements Garden)、スペイン語訳詞：Dominguillo、歌：木蓮
PC版エンディングテーマ「loose」
作曲：高瀬一矢、編曲：中坪淳彦、歌・作詞：KOTOKO
PS2版テーマソング「Border-境界-」
作詞：海富一、作・編曲：藤間仁 (Elements Garden)、歌：矢田みこ

## 特典

### PC版
PC初回版にはビジュアルファンブックが付属した。また予約特典として、
- ゲーム中で使用したオリジナル音源の「オリジナルサウンドトラックCD」
- OPムービーデータ、設定資料画像などが入った「スペシャルデータCD」

がプレゼントされた。

### PS2版
DXパックにはPS2ソフト「サナララおまけDISC」及び「すかれ・オリジナルサントラCD」が付属する。
また予約特典として「すかれ特製ドラマCD」がプレゼントされた。

## 書籍

### ジュブナイルポルノ
パラダイムノベルズ（パラダイム刊）から、PC版『Scarlett』のジュブナイルポルノのノベライズ小説が出版されている。
- 「Scarlett〜スカーレット〜」
  - 上巻 2006年9月23日発行 ISBN 4-89490-802-6
  - 下巻 2006年10月25日発行 ISBN 4-89490-812-3
    - ねこねこソフト/原作、前薗はるか/著、秋乃武彦・あんころもち/原画

### ファンブック
- 「Scarlett スカーレット ビジュアルファンブック」
  - 2006年9月28日発行 ISBN 4-77300-331-6